# کالج واشینگتن
کالج واشینگتن (به انگلیسی: Washington College) یک کالج در ایالات متحده آمریکا است که در مریلند واقع شده‌است.